# Quarten
Quarten és un municipi del cantó de Sankt Gallen (Suïssa), situat al districte de Sarganserland.